# غايولا
غايولا هي بلدية (كوميون) في مقاطعة كونيو في منطقة بيدمونت الإيطالية، وتقع على بعد نحو 80 كيلومتر (50 ميل) جنوب غرب تورينو ونحو 13 كيلومتر (8 ميل) جنوب غرب كونيو.
تقع غايولا على حدود البلديات التالية: بورغو سان دالماتسو، مويولا، ريتانا، روكاسبارفيرا، فالوريت.